# Топфштет
Топфштет (њем. Topfstedt) општина је у њемачкој савезној држави Тирингија. Једно је од 50 општинских средишта округа Кифхојзер. Према процјени из 2010. у општини је живјело 647 становника. Посједује регионалну шифру (AGS) 16065074.

## Географски и демографски подаци
Топфштет се налази у савезној држави Тирингија у округу Кифхојзер. Општина се налази на надморској висини од 175 метара. Површина општине износи 10,8 km². У самом мјесту је, према процјени из 2010. године, живјело 647 становника. Просјечна густина становништва износи 60 становника/km².